# IK Sisu
IK Sisu är en friidrottsklubb från Nässjö. Hemmaarenan är Skogsvallen. Klubben bildades år 1963. Från årsmötet 2011 är ordförande för klubben Dennis Johansson (73).
Här tränar bland annat Jonathan Bruksås (14).